# Arman Adamian
Arman Azatowicz Adamian (ros. Арман Азатович Адамян, ur. 14 lutego 1997) – rosyjski judoka.
Mistrz świata w 2023 i trzeci w 2025; siódmy w 2021; uczestnik zawodów w 2019 i 2024. Startował w Pucharze Świata w 2019. Wicemistrz Europy w 2020. Mistrz igrzysk europejskich w 2019 roku.